# Рязань-Сортировочная
Ряза́нь-Сортиро́вочная — остановочный пункт Рязанского направления Московской железной дороги.
Расположена на окраине города Рыбное Рязанской области.

## Пассажирское движение
Электропоезда ходят на Голутвин, Москву и на Рязань I и Рязань II. Посадочные платформы низкие и не оборудованы турникетами. Касса на платформе была, однако в течение ряда лет уже не работает.